# وروو

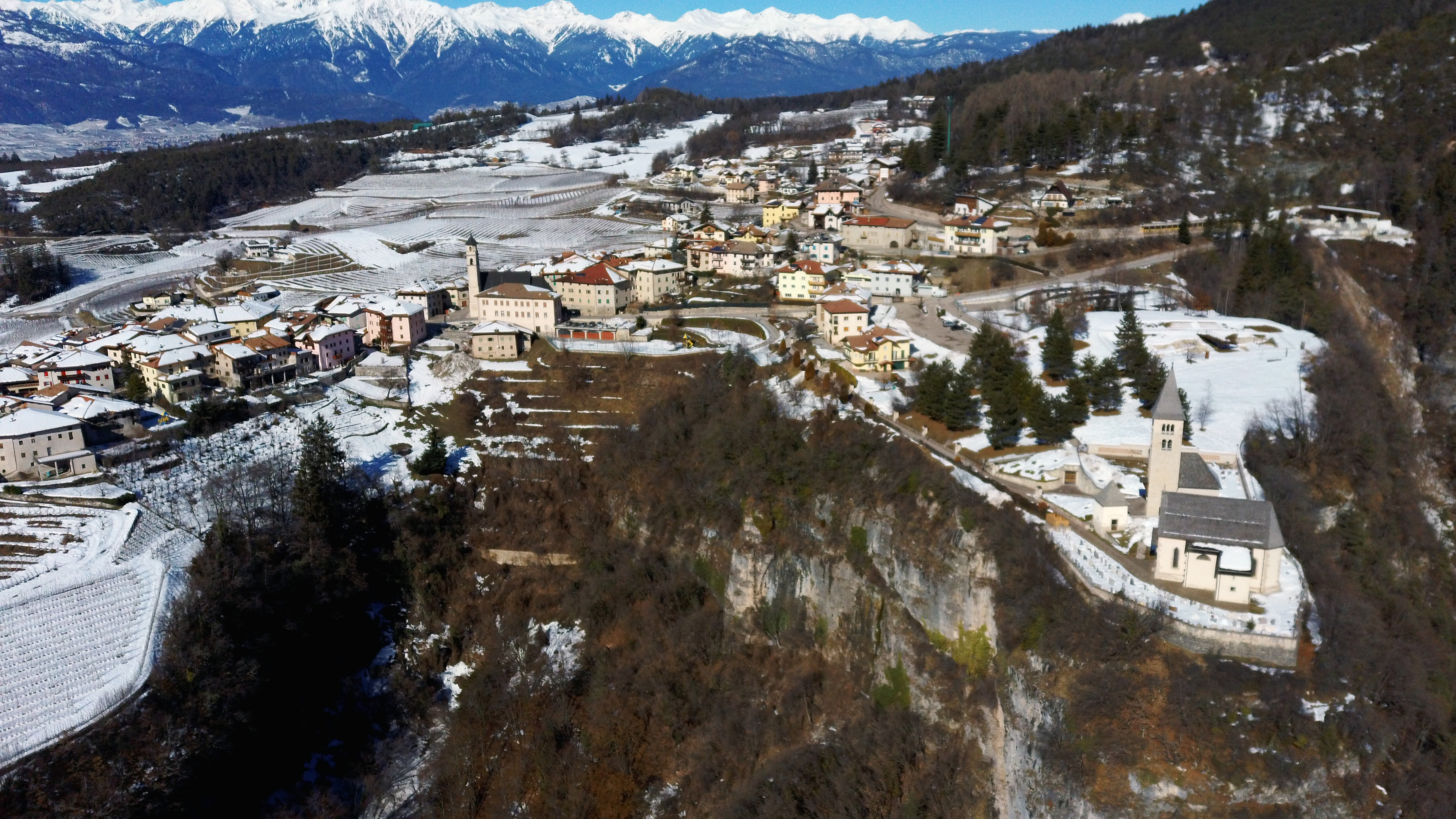
شهر وروو ایتالیا

وروو (به ایتالیایی: Vervò) یک کومونه در ایتالیا است که در ترنتینو واقع شده‌است.

## خصوصیات
وروو ۱۵٫۲ کیلومترمربع مساحت و ۶۹۴ نفر جمعیت دارد.